# Rigueur climatique
La rigueur climatique est un indicateur climatologique et environnemental. Il est mesuré par un « indice de rigueur climatique ».

Carte des coefficients de rigueur climatique. Les zones climatiques sont celles de la RT 2005.

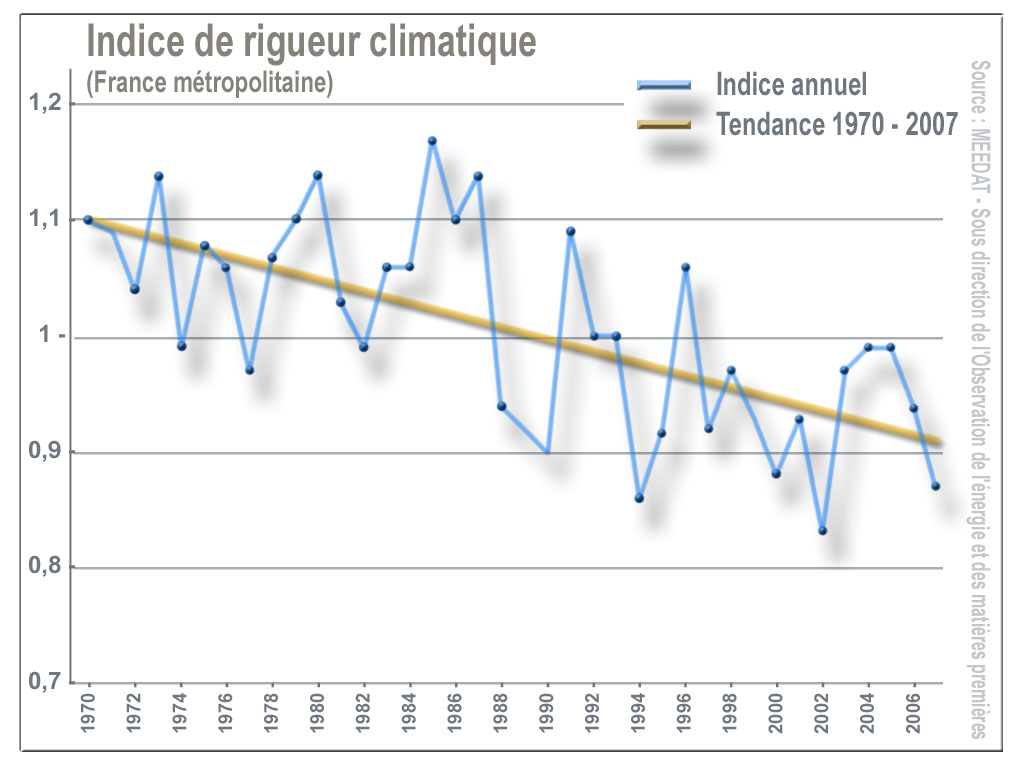
Indice de rigueur climatique en France métropolitaine.

Cet indice est mesuré en France à partir des données de Météo-France recueillies sur tout le territoire métropolitain. Son suivi y est du ressort de la sous-direction de l'Observation de l'énergie et des matières premières du ministère chargé de l'environnement (MEEDDAT).

## Utilité
L'indicateur « indice de rigueur climatique » est utilisé par l'ADEME ainsi que des ingénieurs et professionnels de l'énergie pour corriger les calculs de consommation d'énergie en en retirant l'effet des variations du climat. On le calcule souvent en « degrés jours », sur la base de moyennes de températures hivernales. On peut ainsi mesurer les évolutions de consommation d'énergie liées aux besoins de chauffage, sans être trompé par les aléas climatiques.
Une utilisation plus récente en est faite par l'Observatoire national sur les effets du réchauffement climatique (ONERC), qui a retenu le suivi temporel de cet indicateur comme indice de changement climatique.
Certaines normes ou labels de « haute performance énergétique » (ex. : BBC 2005 ou BBC Rénovation) reposent sur une exigence énergétique. Celle-ci peut être corrigée ou pondérée par un coefficient dit de « rigueur climatique ». Celui-ci est fonction de la zone climatique (zone définie dans le cadre de la RT 2005 en France). Ce coefficient est également augmenté de 0,1 si l'altitude du bâtiment est comprise entre 400 et 800 mètres, et de 0,2 si l'altitude du bâtiment est supérieure à 800 mètres. Les valeurs de l'exigence peuvent ainsi varier, selon la zone géographique.

## Constat
Dans les décennies récentes, et notamment depuis 1988, le suivi annuel de cet indice - qui traduisant la rigueur des froids hivernaux (mesuré de janvier à mai et d'octobre à décembre en France) montre une tendance à la baisse nette et régulière de la rigueur hivernale.